# Menachem Meron
Menachem „Mandi“ Meron (hebrejsky מנחם „מנדי“ מרון‎, rodným jménem Mandi Markowitz; * 21. srpna 1928 Sedmihradsko, Rumunsko – † 28. srpna 2017 Giv'atajim, Izrael) byl generálmajor (aluf) Izraelských obranných sil (IOS) a generální ředitel ministerstva obrany.

## Životopis
Narodil se jako Mandi Markowitz jako nejstarší syn v rodině pěti dětí v Sedmihradsku v Rumunsku. V roce 1945 se jako sedmnáctiletý sám přistěhoval do Země izraelské, kde patřil mezi zakladatele kibucu Ce'elim v Negevské poušti v rámci hnutí Gordonia. V Izraeli prošel výcvikem v kibucech Ramat Jochanan a Macuva. Vystudoval průmyslové inženýrství a management na Technionu v Haifě a je absolventem vojenských kurzů v Izraeli, Francii a Anglii.
Od roku 1947 až do vzniku Státu Izrael sloužil jako místní velitel v Haganě, a když vznikly IOS, vstoupil do nich. Během války za nezávislost sloužil jako velitel čety v 8. praporu Negevské brigády. Účastnil se dobytí Beer Ševy, obsazení Tamily a Abú Adžejly v rámci operace Chorev a obsazení Ejlatu v rámci operace Uvda.
V letech 1948–1983 zastával řadu velitelských a štábních funkcí, mimo jiné zástupce velitele 82. praporu během sinajské války, velitele praporu a velitele kurzu pro velitele obrněných rot. V roce 1958 byl jmenován vedoucím kanceláře náčelníka Generálního štábu, kterým byl tehdy Chajim Laskov. V roce 1965 byl jmenován velitelem brigády Harel. Během šestidenní války byl jmenován mimořádným velitelem obrněného sboru. Během opotřebovací války působil jako zástupce velitele obrněných sil na Sinaji, náčelník štábu jižního velitelství a později zastával funkci vedoucího projektu vývoje tanku Merkava.
V červenci 1973 byl jmenován vedoucím výcvikového oddělení (Mahad) Generálního štábu.
Během jomkipurské války velel 440. divizi složené ze záložních sil. Velitelství divize bylo v době vypuknutí bojů umístěno na Sinaji, aby vytvořilo druhou obrannou linii zvanou Masada. Po válce velel 146. divizi a byl jmenován vyšetřovatelem obvinění Šmu'ela Gonena proti Arielu Šaronovi z neplnění rozkazů, ale na žádost Šimona Perese oba své stížnosti odvolali a Meronovo jmenování bylo zrušeno.
Koncem roku 1975 odjel do zahraničí studovat národní bezpečnost a bylo rozhodnuto, že po návratu znovu založí Vysokou školu národní bezpečnosti, která byla otevřena v roce 1977. V letech 1980–1983 působil jako attaché IOS v Spojených státech. V roce 1983 odešel po 35 letech do výslužby v hodnosti generálmajora (aluf). Během své služby prošel doplňkovým vojenským výcvikem v Izraeli, Francii a Anglii.
Vystudoval průmyslové inženýrství a management na Technionu v Haifě.
V květnu 1983 byl jmenován generálním ředitelem ministerstva obrany, kterým byl až do roku 1986. V roce 1986 byl jmenován členem představenstva First International Bank of Israel. Působil v amerických společnostech Salomon Brothers a McDonnell Douglas. Byl ředitelem společností Allotech, Magal Security Systems, Ordan Industries, Inter Gamma Investment Company a Automotive Equipment Group.
Byl ženatý s Idou až do její smrti v 55 letech a měli spolu dvě děti. Několik let po její smrti se seznámil se svou druhou partnerkou Adou. V roce 1989 se přestěhovali do Giv'atajimu a žili spolu až do Meronovi smrti 28. srpna 2017. Jeho dcera Zohar vede restauraci v Tel Avivu společně s šéfkuchařem Ranem Šmu'elim.